# Vini sinotoi
 Vini sinotoi – wymarły gatunek ptaka z rodziny papug wschodnich (Psittaculidae). Opisana przez Davida Steadmana i Marie C. Zarriello w 1987 roku. Nazwa gatunkowa sinotoi nadana została na cześć amerykańskiego antropologa japońskiego pochodzenia Yosihiko H. Sinoto.

## Występowanie
Był gatunkiem endemicznym występującym jedynie na Markizach w Polinezji Francuskiej. Szczątki odkryto na Hiva Oa, Ua Huka, Tahuata.

## Morfologia
Niewielka papuga, nieco większa od loreczki błękitnej (Vini ultramarina).  Gatunek opisany na podstawie kości kruczej (coracoid), łopatki (scapula), kości ramiennej (humeri), kości piszczelowo-skokowej (tibiotarsi), kości stępowo-śródstopnej (tarsometatarsi), kości palców (pedal phalanx), dzioba (rostrum), kości kwadratowej (quadrata), żuchwy (mandibulae) i mostka (sterna).

## Pożywienie
Najprawdopodobniej odżywiał się miękkimi owocami, nektarem i pyłkiem kwiatów, analogicznie jak inne gatunki papug z rodzaju Vini.

## Biotop
Vini sinotoi był gatunkiem zasiedlającym tereny zalesione.

## Rozród
Vini sinotoi gniazdował najprawdopodobniej w dziuplach drzew.

## Wytępienie
Wyginął 1300–700 lat temu (700–1300 rok n.e.).  Przyczyną wyginięcia było najprawdopodobniej odłowienie przez pierwszych ludzi przybyłych na wyspy.